# Frances Hannon
Frances Josephine Hannon (* Januar 1956) ist eine britische Maskenbildnerin.

## Leben
Die 1956 geborene Hannon studierte an der University of the Arts in London, wo sie einen Bachelor in Hair, Make-up and Prosthetics for Performance erwarb. Seit Anfang der 1980er Jahre ist sie als Maskenbildnerin aktiv und war bisher an der Entstehung von über 60 Film- und Fernsehproduktionen beteiligt.
Hannon arbeitete wiederholt an Filmen des Regisseurs Wes Anderson und fungierte seit Ende der 1990er Jahre mehrfach als persönliche Hairstylistin und Maskenbildnerin des Schauspielers Bill Murray.
Führ ihre Arbeit wurde Hannon zweimal bei den British Academy Television Craft Awards in der Kategorie Beste Maske ausgezeichnet; 1987 für die Miniserie Der singende Detektiv und 2003 gemeinsam mit Daniel Parker und Stephen Rose für den Fernsehfilm Churchill – The Gathering Storm. Bei den British Academy Film Awards gewann sie die Auszeichnung in der Kategorie Beste Maske 2015 gemeinsam mit Mark Coulier für ihre Arbeit an Grand Budapest Hotel. Für Grand Budapest Hotel wurden Hannon und Coulier bei der Oscarverleihung 2015 auch für einen Oscar in der Kategorie Bestes Make-up und Beste Frisuren ausgezeichnet. Gemeinsam mit Laura Blount und Sarah Nuth war sie bei der Oscarverleihung 2025 für ihre Arbeit am Musical Wicked erneut für den Oscar nominiert.
Sie lebt in der Nähe von London auf einer ehemaligen Schweinefarm.

## Filmografie (Auswahl)
- 1983: The Kenny Everett Television Show (Fernsehserie, 1 Episode)
- 1985: Juliet Bravo (Fernsehserie, 8 Episoden)
- 1986: Der singende Detektiv (The Singing Detective, Miniserie, 6 Episoden)
- 1987: French and Saunders (Fernsehserie, 5 Episoden)
- 1990–1991: Screen One (Fernsehserie, 2 Episoden)
- 1992–1993: Screen Two (Fernsehserie, 2 Episoden)
- 1996: Cold Lazarus (Miniserie, 4 Episoden)
- 1997: Agent Null Null Nix (The Man Who Knew Too Little)
- 1998: Anwältinnen küsst man nicht (What Rats Won't Do)
- 1998: Rushmore
- 1999: Verlockende Falle (Entrapment)
- 1999: Women Talking Dirty
- 2000: 3 Engel für Charlie (Charlie’s Angels)
- 2001: The Body
- 2001: Die Wannseekonferenz (Conspiracy, Fernsehfilm)
- 2001: Osmosis Jones
- 2001: Prozac Nation – Mein Leben mit der Psychopille (Prozac Nation)
- 2001: Speaking of Sex
- 2001: Festival in Cannes
- 2002: Churchill – The Gathering Storm (The Gathering Storm, Fernsehfilm)
- 2002: Below
- 2003: I’ll Be There
- 2003: Lara Croft: Tomb Raider – Die Wiege des Lebens (Lara Croft Tomb Raider: The Cradle of Life)
- 2004: Die Tiefseetaucher (The Life Aquatic with Steve Zissou)
- 2005: Broken Flowers
- 2005: Waking the Dead – Im Auftrag der Toten (Waking the Dead, Fernsehserie, 2 Episoden)
- 2006: The Da Vinci Code – Sakrileg (The Da Vinci Code)
- 2007: Sterben für Anfänger (Death at a Funeral)
- 2007: Darjeeling Limited (The Darjeeling Limited)
- 2008: Wanted
- 2009: Kopfgeld – Perrier’s Bounty (Perrier’s Bounty)
- 2009: 44 Inch Chest – Mehr Platz braucht Rache nicht (44 Inch Chest)
- 2010: Peacock
- 2010: The King’s Speech
- 2010: Gullivers Reisen – Da kommt was Großes auf uns zu (Gulliver’s Travels)
- 2011: X-Men: Erste Entscheidung (X-Men: First Class)
- 2011: Plötzlich Star (Monte Carlo)
- 2013: World War Z
- 2013: Captain Phillips
- 2014: Grand Budapest Hotel
- 2015: Rock the Kasbah
- 2015: Victor Frankenstein – Genie und Wahnsinn (Victor Frankenstein)
- 2016: Triple 9
- 2016: Die Unfassbaren 2 – Now You See Me (Now You See Me 2)
- 2016: Jason Bourne
- 2026: Inferno
- 2018: Jurassic World: Das gefallene Königreich (Jurassic World: Fallen Kingdom)
- 2019: Pokémon Meisterdetektiv Pikachu (Pokémon Detective Pikachu)
- 2020: On the Rocks
- 2021: The French Dispatch
- 2021: Eternals
- 2023: Indiana Jones und das Rad des Schicksals (Indiana Jones and the Dial of Destiny)
- 2023: Ich sehe was, was du nicht siehst (The Wonderful Story of Henry Sugar, Kurzfilm)
- 2023: Der Schwan (The Swan, Kurzfilm)
- 2023: Der Rattenfänger (The Rat Catcher, Kurzfilm)
- 2023: Gift (Poison, Kurzfilm)
- 2024: Wicked

## Auszeichnungen (Auswahl)
- 1987: British Academy Film Award in der Kategorie Beste Maske für Der singende Detektiv[7]
- 2003: British Academy Film Award in der Kategorie Beste Maske für Churchill – The Gathering Storm (zusammen mit Daniel Parker und Stephen Rose)[8]
- 2015: British Academy Film Award in der Kategorie Beste Maske für Grand Budapest Hotel (zusammen mit Mark Coulier)[9]
- 2015: Oscar in der Kategorie Bestes Make-up und Beste Frisuren für Grand Budapest Hotel (zusammen mit Mark Coulier)[4]